# Sébastien Lifshitz

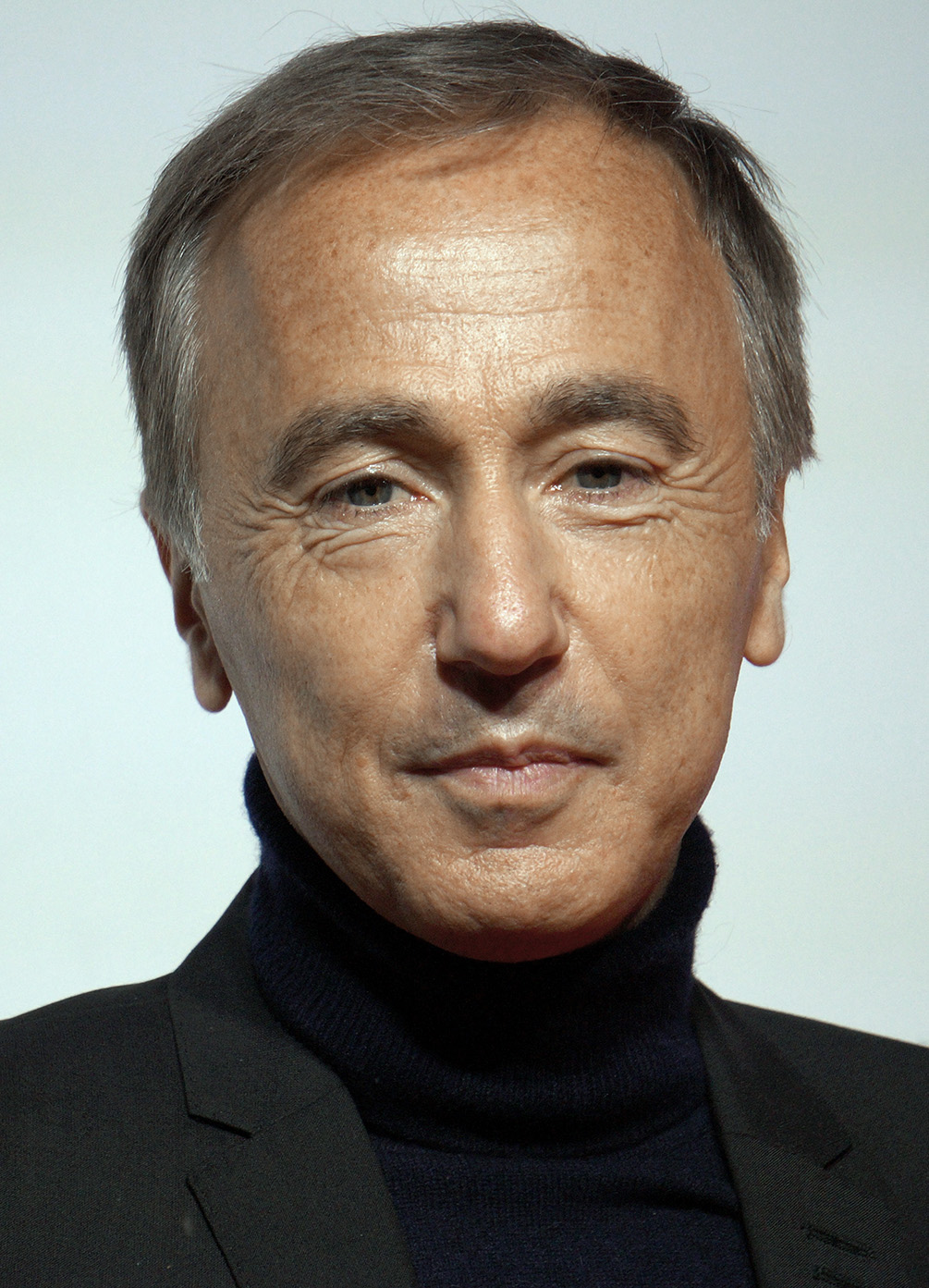
Sébastien Lifshitz in 2020

Sébastien Lifshitz (Parijs, 21 januari 1968) is een Frans filmregisseur en scenarioschrijver. 
Hij studeerde van 1987 tot 1992 kunstgeschiedenis aan het Louvre en aan de Sorbonne. Hij was een tijdje assistent aan het Centre Georges Pompidou en werd vervolgens filmregisseur.

## Filmografie
- Il faut que je l'aime, 1994, scenario en regie
- Claire Denis la vagabonde, documentaire, 1996
- Les corps ouverts, 1997, scenario, regie en acteur
- Les terres froides, tv-film (reeks Gauche-Droite voor ARTE), 1999
- Presque rien, 2000, scenario en regie
- La Traversée, documentaire, 2001, regie
- Wild Side, 2004, scenario en regie
- Plein sud, 2009, scenario en regie
- Les Invisibles, 2012, documentaire
- Bambi, 2013, documentaire
- Les Vies de Thérèse, 2016, documentaire